# BREST (原子炉)
BREST（ロシア語: Быстрый Реактор Естественной безопасности со Свинцовым Теплоносителем、ラテン文字転写例：Bystryy Reaktor Yestestvennoy bezopasnosti so Svintsovym Teplonositelem、「鉛冷却受動安全高速炉」の意）はロシアで開発中の鉛冷却高速炉で、第4世代原子炉に求められる設計基準の達成を目指している。電気出力300MWe の BREST-300 と、同1200MWe の BREST-1200 の設計が進められている。BRESTは、受動安全と閉じた核燃料サイクルの実現を特徴としている。
窒化ウラン-プルトニウム燃料を使用する高速増殖炉であり、長寿命放射性廃棄物を燃焼させることができる。冷却材として鉛が選ばれたのは、沸点が高く、耐放射線性があり、化学的な活性が低く、大気圧下で利用できるからである。

## BREST-300
2016年8月に、トムスク近郊のセヴェルスクにBREST-300-ODを建設することが承認された。準備工事は2020年5月に開始され、2021年2月には正式に建設許可が発行された。
BREST-300-OD は、BREST-1200 の建設に先立つ実証炉の位置づけである。

### 技術仕様
- 熱出力：700 MW
- 電気出力：300MW
- 鉛冷却材温度：蒸気発生器入口で 505 °C (941 °F)、出口で340 °C (644 °F)
- ループ数：4
- 炉心高さ： 1,100ミリメートル (43 in)
- 燃料装荷量： 20.6ショートトン (18.7 t)
- 燃料交換周期：5年